# 益谷秀次

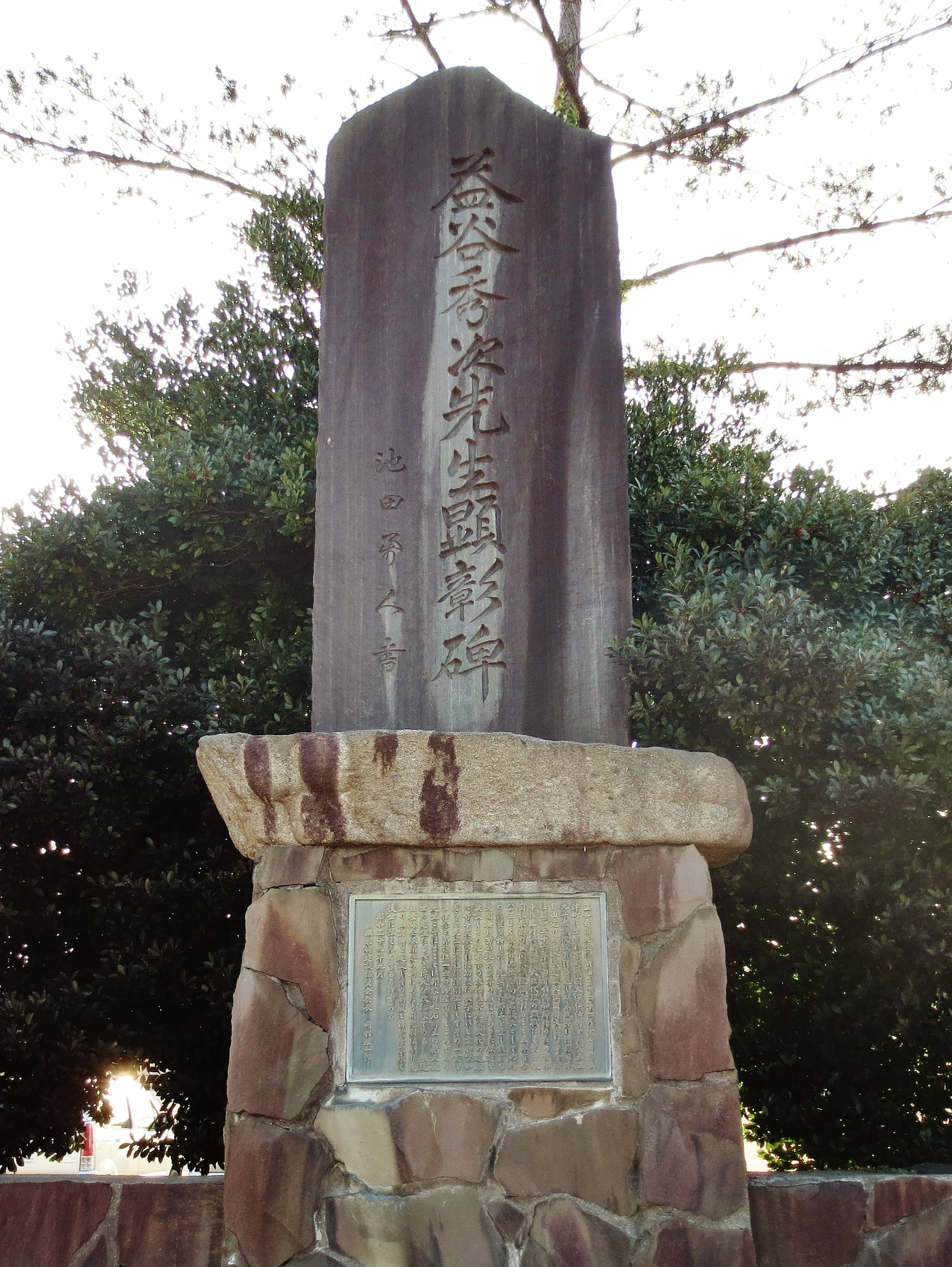
益谷秀次先生顕彰碑（石川県珠洲市、道の駅すずなり）

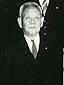
第2次岸改造内閣に入閣時の益谷

益谷 秀次（ますたに しゅうじ、1888年1月17日 - 1973年8月18日）は、日本の政治家。
衆議院議員（14期）、衆議院議長（第46代）、副総理、建設大臣、行政管理庁長官などを歴任した。

## 来歴・人物
1888年1月17日、石川県鳳至郡宇出津町（現在の鳳珠郡能登町）に生まれる。旧制海城中学校から神田神保町にあった大成中学に4年編入後、専検から東京外国語学校（現東京外国語大学）仏語科、京都帝国大学法科大学仏法科を卒業。浦和地方裁判所判事から、弁護士となった。
1920年、第14回衆議院議員総選挙に立憲政友会公認で石川5区から立候補し初当選。1924年に床次竹二郎一派が政友会を脱党し、政友本党を発足したあたりから政友会で鳩山一郎派に所属していた。戦後の1945年、鳩山一郎を総裁とする日本自由党の結成に参加する。しかし、鳩山が公職追放されたため、吉田茂首相兼外相の下、外務政務次官となり、吉田の知遇を得る。
以後、第2次吉田内閣の建設大臣、自由党総務会長、第3次吉田内閣の建設大臣（副総理格）を歴任し、大野伴睦・林譲治とともに「党人御三家」と称された。吉田退陣後は、池田派に所属した。1955年に、全野党から推される形で与党候補の三木武吉を退けて衆議院議長に就任する。最初の自民党総裁選では2票獲得。その後も第2次岸改造内閣の副総理、池田内閣で自民党幹事長の要職を歴任する。
1964年、内閣総理大臣の池田勇人が病気退陣を表明した際には、後継総裁に佐藤栄作を据えるため両者の仲介役としての労を取った。1972年、政界を引退し、後継に自らの秘書の瓦力を指名。同年には、学校法人金沢医科大学の理事長に就任。1973年8月18日、85歳にて死亡。
林譲治・大野伴睦とともに「政界三酒仙」といわれるくらい、政界きっての酒豪として知られた。また、世界連邦運動の推進団体である世界連邦日本国会委員会第6代会長であった。

## 選挙履歴
- 1920年 第14回衆議院議員総選挙 石川県第5区 当選
- 1924年 第15回衆議院議員総選挙 石川県第5区 落選
- 1928年 第16回衆議院議員総選挙 石川県第2区 落選
- 1930年 第17回衆議院議員総選挙 石川県第2区 落選
- 1932年 第18回衆議院議員総選挙 石川県第2区 当選
- 1936年 第19回衆議院議員総選挙 石川県第2区 当選
- 1937年 第20回衆議院議員総選挙 石川県第2区 落選
- 1942年 第21回衆議院議員総選挙 石川県第2区 落選
- 1946年 第22回衆議院議員総選挙 石川県全県区 当選
- 1947年 第23回衆議院議員総選挙 石川県第2区 当選
- 1949年 第24回衆議院議員総選挙 石川県第2区 当選
- 1952年 第25回衆議院議員総選挙 石川県第2区 当選
- 1953年 第26回衆議院議員総選挙 石川県第2区 当選
- 1955年 第27回衆議院議員総選挙 石川県第2区 当選
- 1958年 第28回衆議院議員総選挙 石川県第2区 当選
- 1960年 第29回衆議院議員総選挙 石川県第2区 当選
- 1963年 第30回衆議院議員総選挙 石川県第2区 当選
- 1967年 第31回衆議院議員総選挙 石川県第2区 当選
- 1969年 第32回衆議院議員総選挙 石川県第2区 当選

## 家族・親族
- 父・平作
- 妻・よし(1896年2月生 - ）, 松枝(1905年11月2日生 - ）
- 長女・和子(1916年1月生 - ）
- 次女・光子(1918年2月生 - ）
- 三女・泊子(1924年7月生 - ）

## 栄典
- 1921年（大正10年）7月1日 - 第一回国勢調査記念章[2]
- 1964年（昭和39年）11月3日 -勲一等旭日大綬章[3]
- 1973年（昭和48年）8月21日 -従二位[4][5]